# Rune Kristiansen
Rune Kristiansen (30 de julio de 1974) es un deportista noruego que compitió en esquí acrobático, especialista en la prueba de acrobacias.
Ganó dos medallas en el Campeonato Mundial de Esquí Acrobático, oro en 1995 y plata en 1993.

## Medallero internacional
| Campeonato Mundial | Campeonato Mundial   | Campeonato Mundial | Campeonato Mundial |
| Año                | Lugar                | Medalla            | Competición        |
| ------------------ | -------------------- | ------------------ | ------------------ |
| 1993               | Altenmarkt (Austria) | Medalla de plata   | Acrobacias         |
| 1995               | La Clusaz (Francia)  | Medalla de oro     | Acrobacias         |